# Achaea (landstreek)

Staten op de Peloponnesos (interactieve versie)

Achaea of Achaje (Grieks: Αχαΐα Achaïa; Latijn: Achaia of Achaea) was in de oudheid een landstreek in het noorden van de Peloponnesos, die zich uitstrekt langs de Golf van Korinthe en grotendeels samenvalt met het huidige departement (nomos) Achaia.
Het gebied, dat zijn naam ontleent aan de prehistorische Achaeërs of Achajers, heeft op cultureel gebied nauwelijks een rol gespeeld in de Griekse geschiedenis.
Achaea was politiek georganiseerd als een verbond van vrije steden, die zich oorspronkelijk als religieuze gemeenschap voor de cultus van de zeegod Poseidon hadden verenigd. Het bondgenootschap, bekend als Achaeïsche Bond, ging pas tegen het eind van de 3e eeuw v.Chr. een politieke rol van betekenis spelen en breidde zijn heerschappij uit over vrijwel de gehele Peloponnesos, vooral onder impuls van Alexander de Grote. Het koos de zijde van de Romeinen in de strijd tegen Macedonië, maar werd ten slotte zelf eveneens ingelijfd in 146 v.Chr., aanvankelijk als onderdeel van de Romeinse provincie Macedonia, en sedert keizer Augustus als zelfstandige provincie Achaea (van 27 v.Chr. tot 395 na Chr.).
De Romeinen gebruikten de naam Achaea of Achaia ook voor Griekenland als geheel.
Acarnanië · Achaea · Aenianië · Aetolië · Aperantië · Arcadië · Argolis · Athamanië · Attica · Boeotië · Chalkidiki · Chaonië · Dassaretië · Dolopië · Doris · Elis · Epirus · Evia · Histiaeotis · Korinthië · Laconië · Lokris · Macedonië · Magnesië · Malis · Megaris · Messenië · Molossis · Mygdonië · Oetaea · Parauaea · Pelagonië · Pelasgiotis · Perrhaebië · Phocis · Phthiotis · Piërië · Thesprotië · Thessaliotis · Thessalië · Tymphaea